# Gary McKinnon
Gary McKinnon (Glasgow, Escocia, Reino Unido, 10 de febrero de 1966), también conocido como Solo, es un hacker británico acusado por los Estados Unidos de haber perpetrado «el mayor asalto informático a un sistema militar de todos los tiempos». En junio de 2006 se defendió de una posible extradición a los Estados Unidos. En febrero de 2007 la solicitud fue escuchada en el Tribunal Superior de Londres. Por finales de diciembre del 2012 se negó definitivamente la solicitud del gobierno de Barack Obama y el 14 de diciembre de 2012 el gobierno de David Cameron reiteró que no será juzgado por sus faltas.

## Amenaza de extradición
McKinnon luchó durante más de 10 años contra la extradición a los Estados Unidos, donde arriesgaba entre 60 y 80 años de cárcel y el pago de una indemnización de 10 millones de dólares por intrusión informática en el período de febrero de 2001 a marzo de 2002. McKinnon fue diagnosticado con síndrome de Asperger, por lo que no fue extraditado a los Estados Unidos. La apelación en la última instancia británica de apelación, un panel en la Cámara de los Lores. Después de la audiencia, los integrantes de la Cámara disponen hasta de 3 semanas para anunciar su decisión. McKinnon ha admitido haber realizado las intrusiones de las que se le acusa. Sin embargo, cuestiona el calificativo de terrorista con que se le ha tratado luego de intervenir sistemas militares estadounidenses. En 2002 fue detenido y confesó haber intervenido en 1998 los sistemas TI de las fuerzas armadas estadounidenses y de NASA. McKinnon explicó que su única intención había sido encontrar información sobre Ovnis y proyectos militares secretos. En 2004, el tribunal supremo británico falló que McKinnon podría ser extraditado a EE. UU, por lo que su abogado elevó una apelación ante la última instancia judicial posible, la Cámara de los Lores. Los lores presentaron su conclusión, que autoriza la extradición. El abogado de McKinnon recurrió al tribunal europeo de derechos humanos, con el fin de evitar la extradición. El abogado destacó que el marco punitivo es totalmente desproporcionado para los cargos que se imputaban a su cliente.

## Trasfondo
Este administrador de sistemas desempleado es acusado de asaltar 97 computadoras estadounidenses tanto militares como de la NASA durante 2001 y 2002. Las redes que presuntamente asaltó incluyen redes propiedad de la NASA, del ejército estadounidense, de la marina estadounidense, del departamento de defensa estadounidense y de las fuerzas aéreas estadounidenses, así como una perteneciente al Pentágono. Las estimaciones de los Estados Unidos sobre los costes de seguimiento y corrección de los problemas que se generaron y de los que Gary McKinnon era acusado rondan los 700.000 dólares estadounidenses.
McKinnon fue seguido originalmente y arrestado bajo la «ley de uso indebido de computadores» por la unidad de delitos tecnológicos británica en 2002, y más tarde ese año fue inculpado por el gobierno de los Estados Unidos. Permaneció en libertad condicional, y durante ese periodo debía presentarse en las oficinas policiales cada tarde y estar en casa cada noche. Además se le prohibió el uso de una computadora con acceso a internet. No ha habido desarrollos posteriores en relación con los cargos por los que se le acusa en el Reino Unido, pero los Estados Unidos comenzaron en 2005 los trámites formales para su extradición.
Si la extradición a los EE. UU. se hubiera llevado a cabo, McKinnon hubiera enfrentado una pena de hasta 80 años y él expresó su temor a ser enviado a Guantánamo. Él ha dicho que impugnará la petición de extradición ya que él cree que debería ser encausado en el Reino Unido, su principal argumento es que los delitos fueron cometidos allí y no en los EE. UU.
En una entrevista televisada por la BBC, alegó que pudo acceder a redes militares tan sólo usando un script en Perl que buscaba contraseñas que tuvieran cero caracteres; en otras palabras su alegación sugería que en esas redes existían computadoras con la contraseña por defecto aún por activar.
Gary McKinnon vive actualmente en el Reino Unido, donde mantiene un perfil bajo. Escribe un blog y ocasionalmente da charlas sobre sus experiencias en informática y programación.